# Alberto Savinio
Alberto Savinio, seudónimo adoptado por Andrea de Chirico, (Atenas, 25 de agosto de 1891 - Florencia, 5 de mayo de 1952) fue un escritor destacado, así como pintor italiano, hermano del más famoso Giorgio de Chirico. Formó parte también del movimiento artístico pintura metafísica.

## Trayectoria
Alberto Savinio, nació en Atenas, donde estaba su familia trabajando como ingeniero ferroviario. A la muerte del padre en 1904, se trasladó a Venecia y luego a Milán, pero en 1906 fue a vivir a Múnich.
Tuvo una formación musical que incluyó estudio de contrapunto con Max Reger. Ante el fracaso de sus composiciones, marchó a París, donde entró en contacto con las vanguardias artísticas de la época, conociendo a creadores de todo tipo, como Pablo Picasso, Blaise Cendrars, Francis Picabia, Jean Cocteau, Max Jacob y Guillaume Apollinaire.
Desde principios de 1914 se presentó con el seudónimo de Alberto Savinio. Publicó Les chants de la mi-mort en el número 3 (Junio/agosto de 1914) de la revista Les Soirées de Paris con tal nombre. "Les chants..." revisada en el tiempo es una obra autónoma y de una intuición privilegiada, podría decirse que por su estructura, contenido y representación va pareja en lo que a música y drama se refiere, a la pintura de Giorgio de Chirico.
En 1915 volvió a Italia con su hermano Giorgio. Participó en la Primera Guerra Mundial, siendo enviado a Salónica, al frente macedonio, como intérprete. Al acabar la guerra fue trasladado a Milán y desde 1923 se estableció en Roma, donde publicó textos teóricos y narrativos, sobre todo en revistas como La Ronda. En 1924 Alberto Savinio estuvo entre los fundadores del Teatro dell'Arte, dirigido por Luigi Pirandello.
En 1926 contrajo matrimonio y marchó a París, para dedicarse a la pintura. Regresó definitivamente a Italia en 1933. Pasó en Roma la Segunda Guerra Mundial. Europeísta convencido desde el primer momento, ajeno al Régimen en el que le tocó vivir veinte años, al final del conflicto bélico colaboró con el Corriere della Sera y el Corriere d'Informazione.
A juicio de algunos, como Leonardo Sciascia -que hizo todo lo posible por su recuperación, y lo logró de hecho en vida-, es uno de los más importantes escritores del siglo XX italiano.

## Obra

### Relatos y ensayos
- Hermaphrodito (1918)
- La casa ispirata (1925)
- Angelica o la notte di maggio (1927)
- Tragedia dell'infanzia (1937). Tr.: Tragedia de la infancia, Pre-Textos, 2007.
- Achille innamorato (Gradus ad Parnassum) (1938)
- Dico a te, Clio (1940)
- Infanzia di Nivasio Dolcemare (1941). Tr.: La infancia de Nivasio Dolcemare, Siruela, 2005.
- Narrate, uomini, la vostra storia (1942). Tr.: Contad, hombres, vuestra historia, Siruela, 1991; Acantilado, 2016.
- Casa "La Vita" (1943). Tr.: Casa "La Vida", Alfaguara, 1982
- Ascolto il tuo cuore, città (1944)
- La nostra anima (1944). Tr.: Nuestra alma, Siruela, 1990
- Sorte dell'Europa (1945)
- Introduction à une vie de Mercure (1945)
- Souvenirs (1945, reeditado en 1976)
- I miei genitori, disegni e storie di Alberto Savinio (1945)
- Tutta la vita (1945).[2] Se añadieron textos en 1948 y 1969, esta vez de Achille innamorato (Gradus ad Parnassum), y el relato L'angolino. Tr.: Toda la vida, México.
- L'angolino (1950)
- Scatola sonora (1955)
- Vita dei fantasmi (1962)
- Nuova enciclopedia (1977). Tr.: Nueva Enciclopedia, Acantilado, 2010.
- Torre di guardia (1977)
- Il signor Dido, Milán, Adelphi, (1978). Reúne cuentos publicados en Corriere della Sera, 1949-1952.
- Opere. Scritti dispersi. Tra guerra e dopoguerra (1943-1952) (1990)
- Sorte dell'Europa (1945). Tr.: El destino de Europa, Bruguera, 1984.
- Maupassant e "l'Altro" (1944). Tr.: Maupassant y "el otro", Bruguera, 1983.
- Capri (1988). Tr.: Capri, Minúscula, 2008.
- Vita di Enrico Ibsen (1979)
- Il sogno meccanico (1981)
- Palchetti romani (1982), artículos sobre teatro
- Alle cinque da Savinio (1983)
- Capri (1988)
- Partita rimandata. Diario Calabrese (1996). Reúne escritos publicados en  Corriere d'Informazione, L'illustrazione italiana y Omnibus, 1937 y 1948.
- La nascita di Venere (2007)

### Prefacios
- "Drammaticità di Leopardi", en VV. AA., Giacomo Leopardi, Florencia, Sansoni, 1938, pp. 109-132; y Roma, Edizioni della Cometa, 1980.
- Leo Longanesi (1941)
- Pittori italiani del Novecento in Francia. Italiani nel mondo. Lezioni per il Lyceum (1942)
- Fabrizio Clerici: Dieci litografie, Prefacio 1942)
- Tommaso Campanella: La città del sole, Prefacio 1942)
- Luciano di Samosata: Dialoghi e saggi, Prefacio, notas, ilustraciones 1944)
- La civilisation finienne, VV. AA. 1945
- Tommaso Moro: L'Utopia, Prefacio 1945
- Voltaire: Vita privata di Federico II, Introducción 1945
- Gigiotti Zanini, Prefacio 1947
- La mia pittura (1949)
- "Luigi Pulci" (en VV. AA., Il Quattrocento 1954)

### Teatro
- La morte di Niobe (1925)
- Capitan Ulisse (1934), escribió esta obra para la "Compagnia del Teatro dell'Arte", de Pirandello, aunque no se estrenó.
- La famiglia Mastinu (1948)
- Emma B. vedova Giocasta (1949)
- Alcesti di Samuele (1949)
- Orfeo vedovo (1950)
- Vita dell'uomo (1950)

### Música
- Persée, ballet (1913)
- Deux amours dans la nuit, ballet (1913)
- La Mort de Niobé, mímica trágica para coro, tres pianos e instrumentos  (1913)
- Les chants de la Mi-Mort, ópera lírica en un acto (1914), y luego instrumentada como Suite para piano (1914)
- Vita dell'uomo, ballet (1948)
- Agenzia Fix, ópera radiofónica (1950)
- Cristoforo Colombo, ópera radiofónica (1952)
- Serenata para piano.

### Traducciones
- de Brantôme, Le dame galanti (1937)
- de Maupassant, Venti racconti, 1944)

## Críticas
- Stefano Lanuzza, Alberto Savinio, Florencia, La Nuova Italia, 1979
- Marcello Carlino, Alberto Savinio. La scrittura in stato d'assedio, Roma, Istituto dell'Enciclopedia Italiana, 1979
- Vanni Bramanti, Gli dei e gli eroi di Savinio, Palermo, Sellerio, 1983
- M. Porzio, Savinio musicista. Il suono metafisico, Venecia, Marsilio, 1988
- Silvia Pegoraro, La metamorfosi e l'ironia: saggio su Alberto Savinio, Bolonia, Pendragon, 1991
- Alberto Savinio: pittore di teatro = peintre de théâtre, editado por Luca M. Barbero, introd. de Maurizio Fagiolo Dell'Arco, Milán, Fabbri, 1991
- VV. AA., Mistero dello sguardo: studi per un profilo di Alberto Savinio, editado por Rosita Tordi, Roma, Bulzoni, 1992.
- Leonardo Sciascia, "Savinio", en Crucigrama, México, FCE, 1990.
- Alberto Savinio: peinture et litterature, editado por Giuliano Briganti y Leonardo Sciascia, Milán, Franco Maria Ricci, 1992